# Індомалайя

Територія Індо-Малайської біогеографічної області

Лінія Воллеса, що розмежовує тваринний світ Австралійської від Індо-Малайської

Індо-Малайська біогеографічна область, Індомалайя — біогеографічна область, одиниця фауністичного і флористичного районування, що входить до складу Палеотропічного царства (Палеогеї).

## Географічне положення
Охоплює південну частину Азії (півострови Індостан та Індокитай) і острови, розташовані між Азією та Австралією (Великі Зондські, Філіппінські, Шрі-Ланка, Тайвань, Хайнань, Рюкю та ін.). На півночі кордоном служать Гімалаї та річка Янцзи; на півдні Індійський океан; на заході — перехідна зона із Голарктикою та Палеотропікою, від гирла Інду, через пустелею Тар, до передгір'їв Гімалаїв; на сході — перехідна зона (Воллесія, між островами Балі, Ломбок і Сулавесі) з Нотогеєю. Сулавесі інколи зоогеографічно відносять до Нотогеї через присутність сумчастих — кускуси.
У недавньому минулому територія області була вкрита вологими тропічними та екваторіальними лісами, мусонними лісами, або саванами. Тепер, після знищення основного масиву лісів, майже вся їхня територія покрита антропогенними ландшафтами. Споконвічна біота збереглася переважно в гірських районах.

## Флора
Біогеографічна область відзначається великим різноманіттям видів рослин; ендемічними родинами є папороті матонієві, дводольні сцифостегієві. Характерні субтропічні й тропічні вологі ліси (джунглі) та савани (плато Декан), на узбережжях припливні мангрові ліси. Тут зосереджена найдавніша флора квіткових рослин. Поширені діптерокарпові (Dipterocarpaceae), зозулинцеві (Orchidaceae), хвойні (Pinopsida), фікуси (Ficus), пальмові (Arecaceae), панданові (Pandanaceae), бананові (Musaceae), деревоподібні та трав'янисті папороті.

## Фауна
Біогеографічна область відзначається великим різноманіттям видів тварин; ендемічними родинами є довгоп'ятові (Tarsiidae), малабаркові (Platacanthomyidae), шерстокрилові (Dermoptera), тупайєві (Tupaiidae), гібонові (Hylobatidae). Але при цьому число ендемічних таксонів рангом вище родини не велике. У фауні зберігаються реліктові риси міоценової епохи — слон індійський, носороги, тапір індійський, оленцеві (Tragulidae). За видовим складом область найближче до Ефіопської, обмін видами з якою проходив до самого четвертинного періоду. Для обох характерні слони, носороги, вузьконосі мавпи, деякі види копитних, павичі, птахи-носороги, панголіни (Maniiformes), лемури, хамелеони, варани, агами. У різних частинах Індо-Малайської області фауна має досить різкі відмінності, що обумовлюється архіпелажним характером південної частини території.
Лісова теріофауна представлена дереволазними тваринами: білками, летягами, лорі, тупайями та ін. З копитних дикі індійський та буйволи, гаур, бантенг; оленячі представлені аксисом і замбаром, свині — бабірусою. Нечисленні антилопи — нільгау, гарна та чотирирога. Характерними хижаками виступають тигр, димчастий леопард, чорна пантера, гімалайський (Ursus thibetanus) і малайський ведмеді або біруанг (Helarctos malayanus) , вивера малайська, велика (Ailuropoda melanoleuca) і мала панди (Ailurus fulgens). Багато гризунів, численні рукокрилі, особливо летючі собаки (Rousettus). Є кілька ендемічних видів мавп, зокрема орангутан. У річках Інд і Ганг водиться дельфін південноазійський річковий (Platanista gangetica); у річках басейну Андаманського моря і Великих Зондських островів — рідкісний прісноводний дельфін Іраваді.

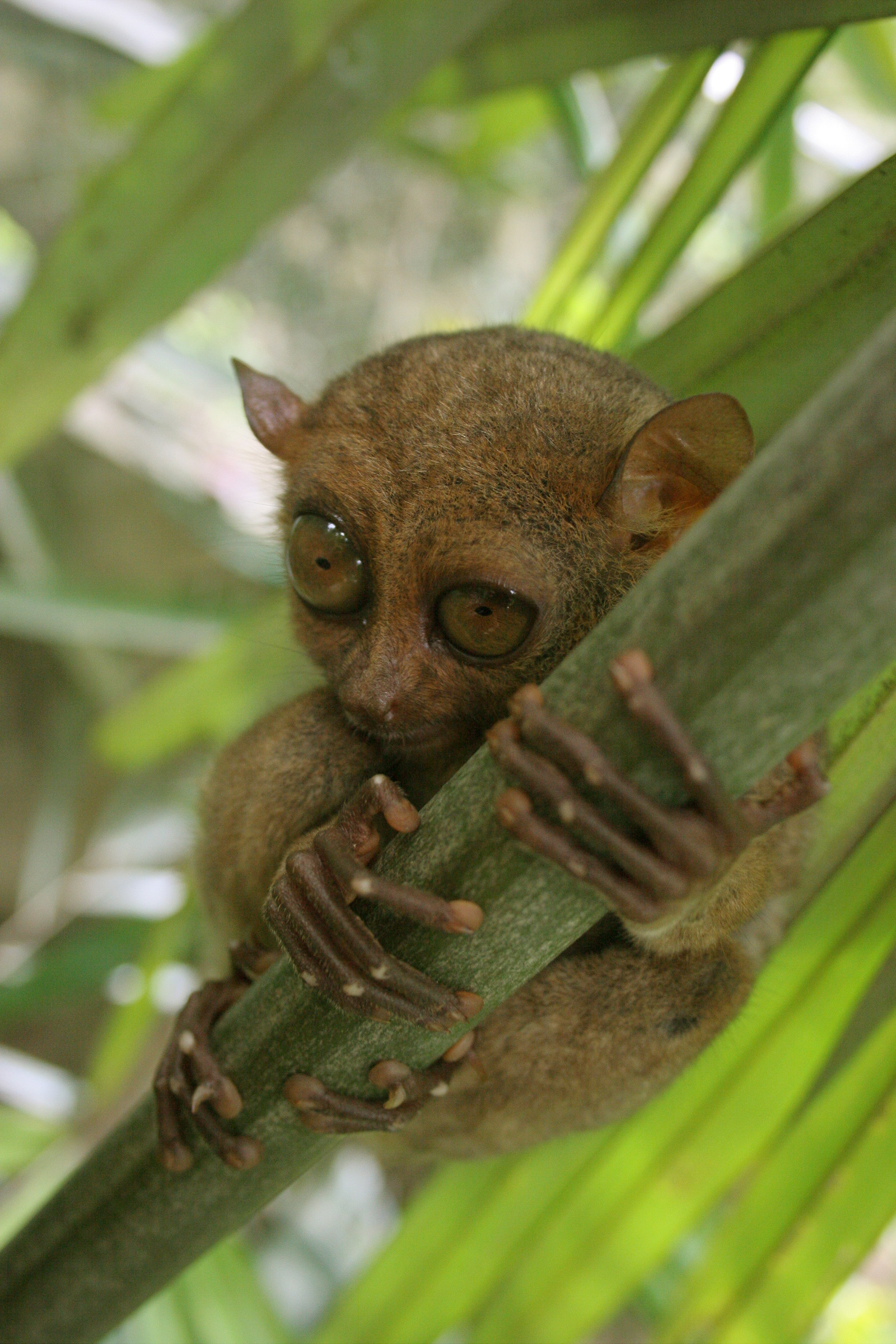
Довгоп'ят
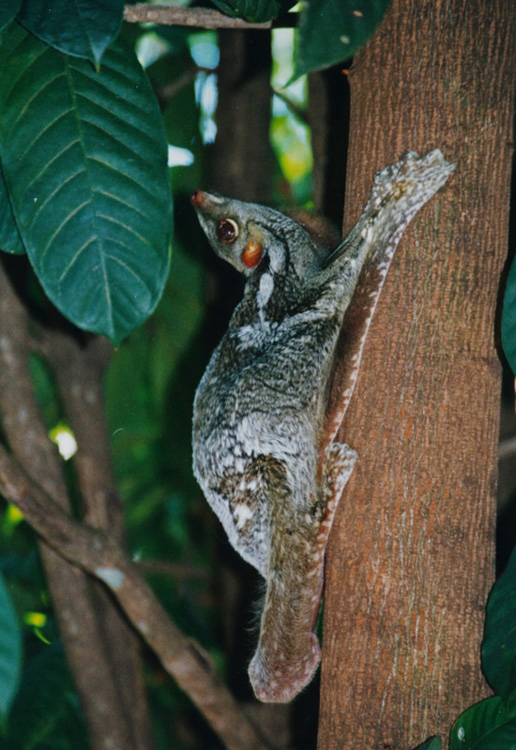
Кагуан (шерстокрил)
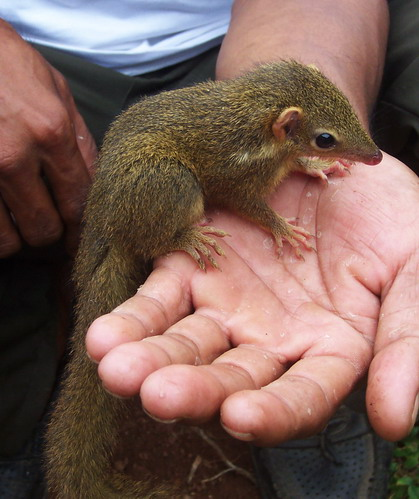
Тупайя яванська
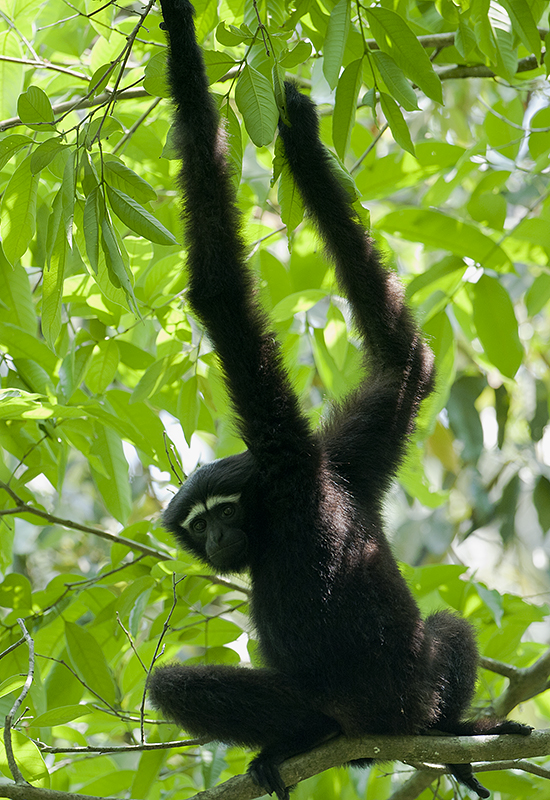
Гібон
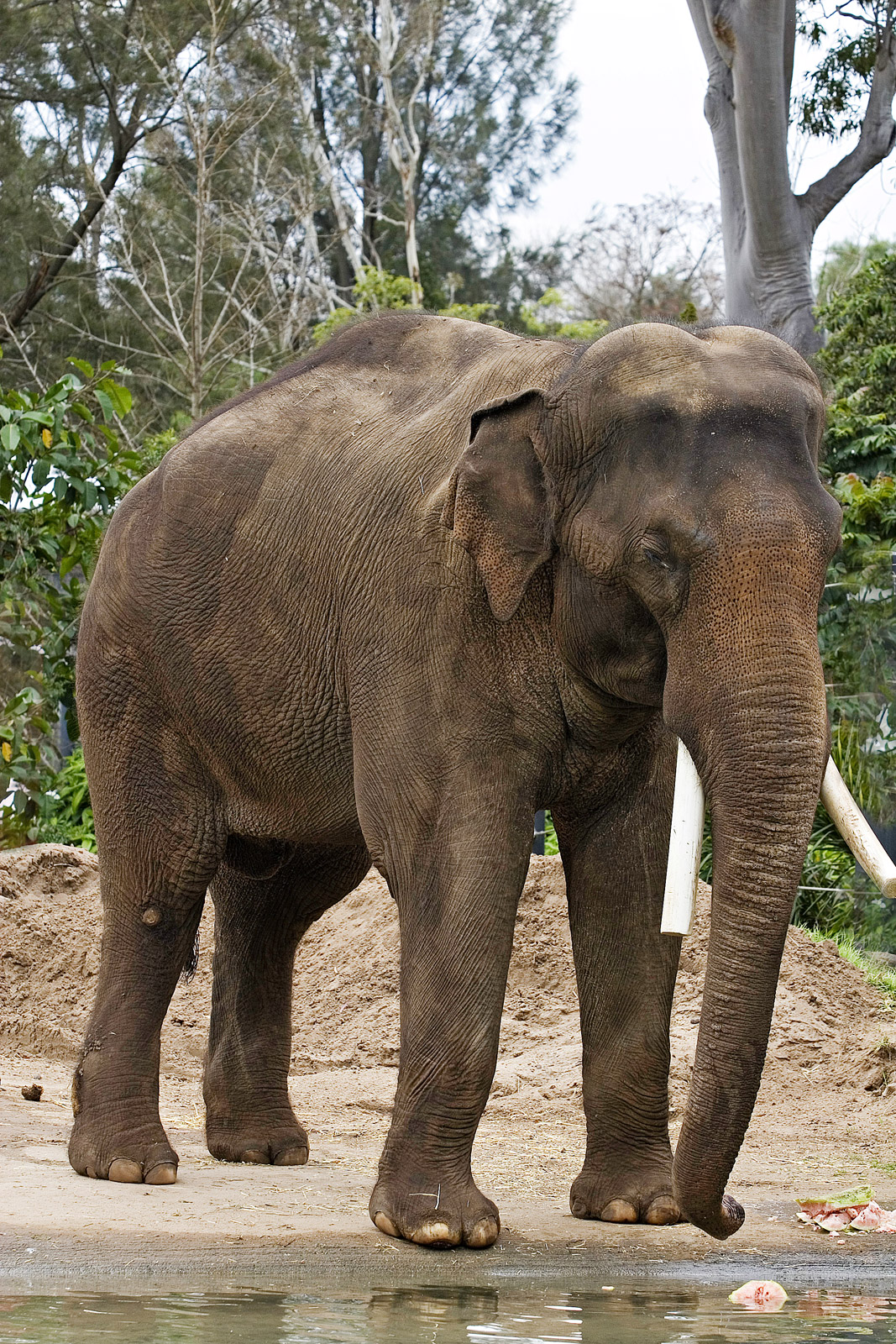
Слон індійський

Різноманітна орнітофауна. Ендемічна родина листовкових (Irenidae), Megalaimidae і Rhabdornithidae. Характерні чубаті стрижі (Hemiprocnidae), пітові (Pittidae), совині дрімлюги (Podargidae), рогодзьобові (Enrilaimidae); численні фазанові (Phasianidae) — павичі, аргуси, трагопан, банківська курка, зимородки, щурки (Merops), нектаркі (Nectarinia) тощо.
З плазунів ендемічні щитохвості змії (Uropeltidae), безвухі варани (Lanthanotidae), великоголові черепахи (Platisternidae), гавіали (Gavialidae). Поширені отруйні змії (кобри), пітони, різні черепахи, крокодили, ящірки. Для області характерні такі ряди земноводних: саламандри (Urodela), безногі (Apoda), жаби (Anura).
Різноманітна іхтіофауна прісноводних риб, багато представлена група акантоперих (Acanthopterygii), численні коропові, присутній ряд видів сомів; зустрічаються лабірінтові (Anabantoidei) та араваноподібні (Osteoglossiformes).
Дуже різноманітна ентомофауна, численні й різноманітні метелики, характерні мімікруючі примарові (Phasmatodea).

Метелики Індомалаї
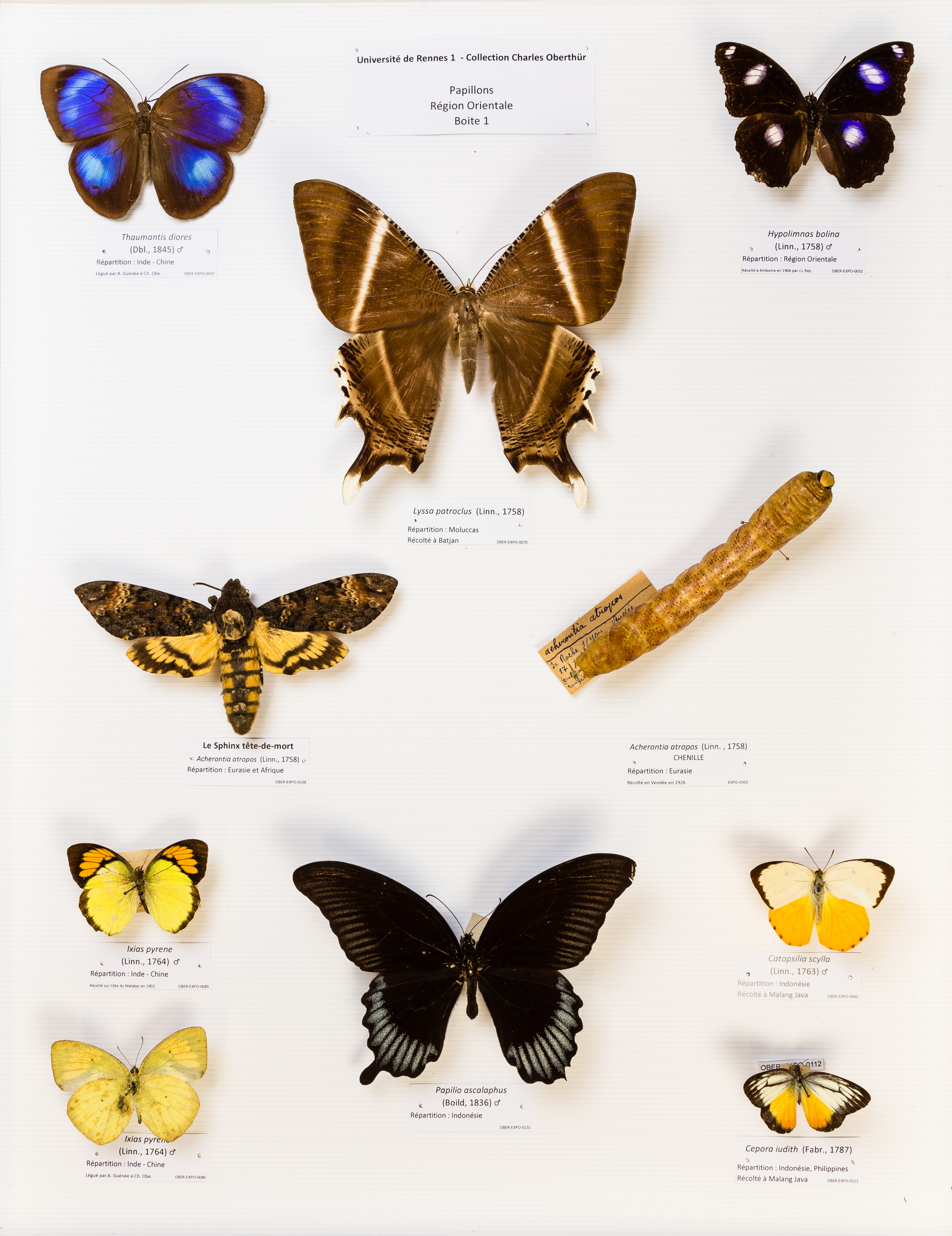
border
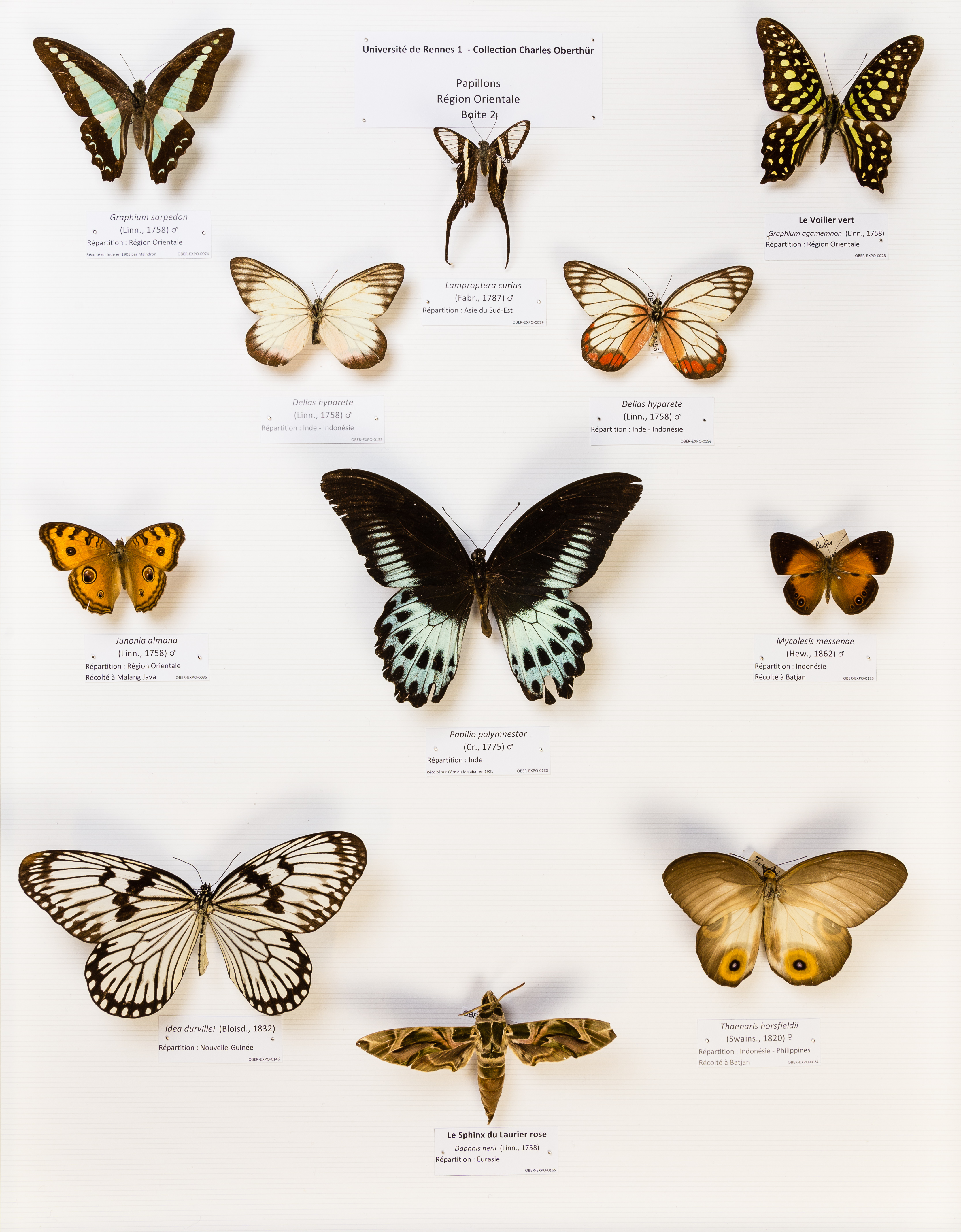
border
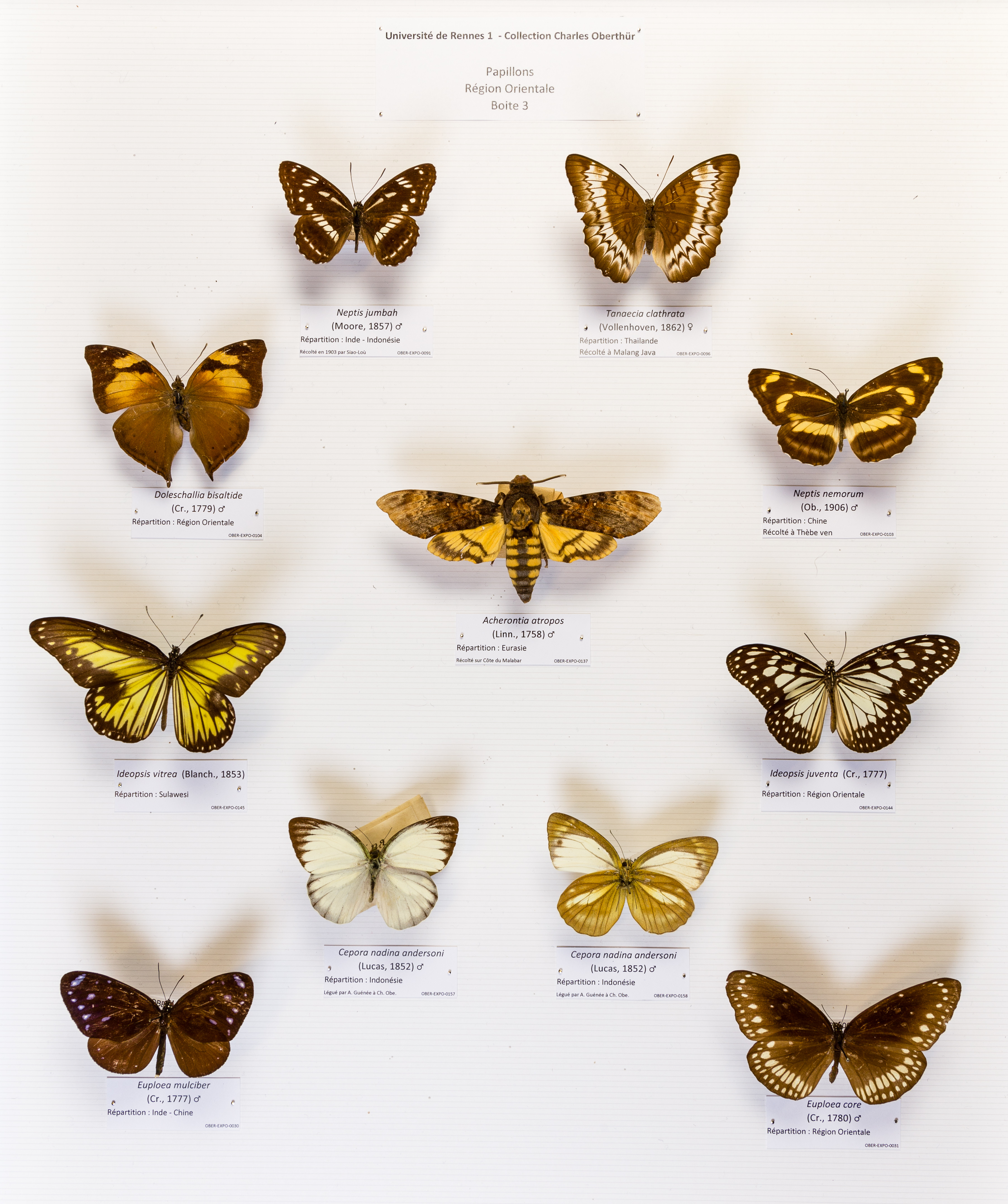
border

На території Індо-Малайської біогеографічної області в давнину людиною були одомашнені буйвіл, бантенг (балійська худоба), гаур у формі гаялу, свиня, курка, індійська бджола.

## Районування
Біогеографічна область територіально поділяється на 3 підобласті, що відрізняються одна від одної певними особливостями живої природи, які сформувались історично:
- Індійська підобласть охоплює субконтинент Індостан з прилеглими островами;
- Бірмано-Китайська підобласть (Індокитайська) охоплює півострів Індокитай, Південний Китай, острови Хайнань та Тайвань;
- Малайсько-Філіппінська підобласть, яку інколи поділяють на окремі підобласті:
  - Малайська підобласть охоплює півострів Малакка та Великі Зондські острови,
  - Філіппінська підобласть охоплює однойменний архіпелаг.

### Індійська підобласть
Флора підобласті налічує понад 50 ендемічних родів і понад 2 тис. ендемічних видів. У густозаселених місцях природна рослинність повністю винищена. У заповідниках та невеликих малозаселених куточках зустрічаються тропічні дощові ліси диптерокарпусів, мусонні салові та тикові ліси. Більшість території не зайнятої в сільськогосподарському обробітку зайняті, чагарниками, рідколіссям і саванами. Характерні ссавці: антилопи нільгау та гарна, свиня карликова (Sus salvanius) — найменший представник свиневих, носоріг індійський, бенгальський тигр, мавпа гульман (сірий лангур, хануман), з птахів — павич, з плазунів — гавіал, в річках зустрічаються акули.

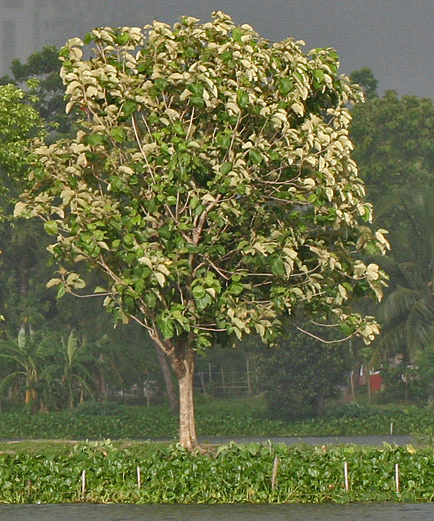
Тик
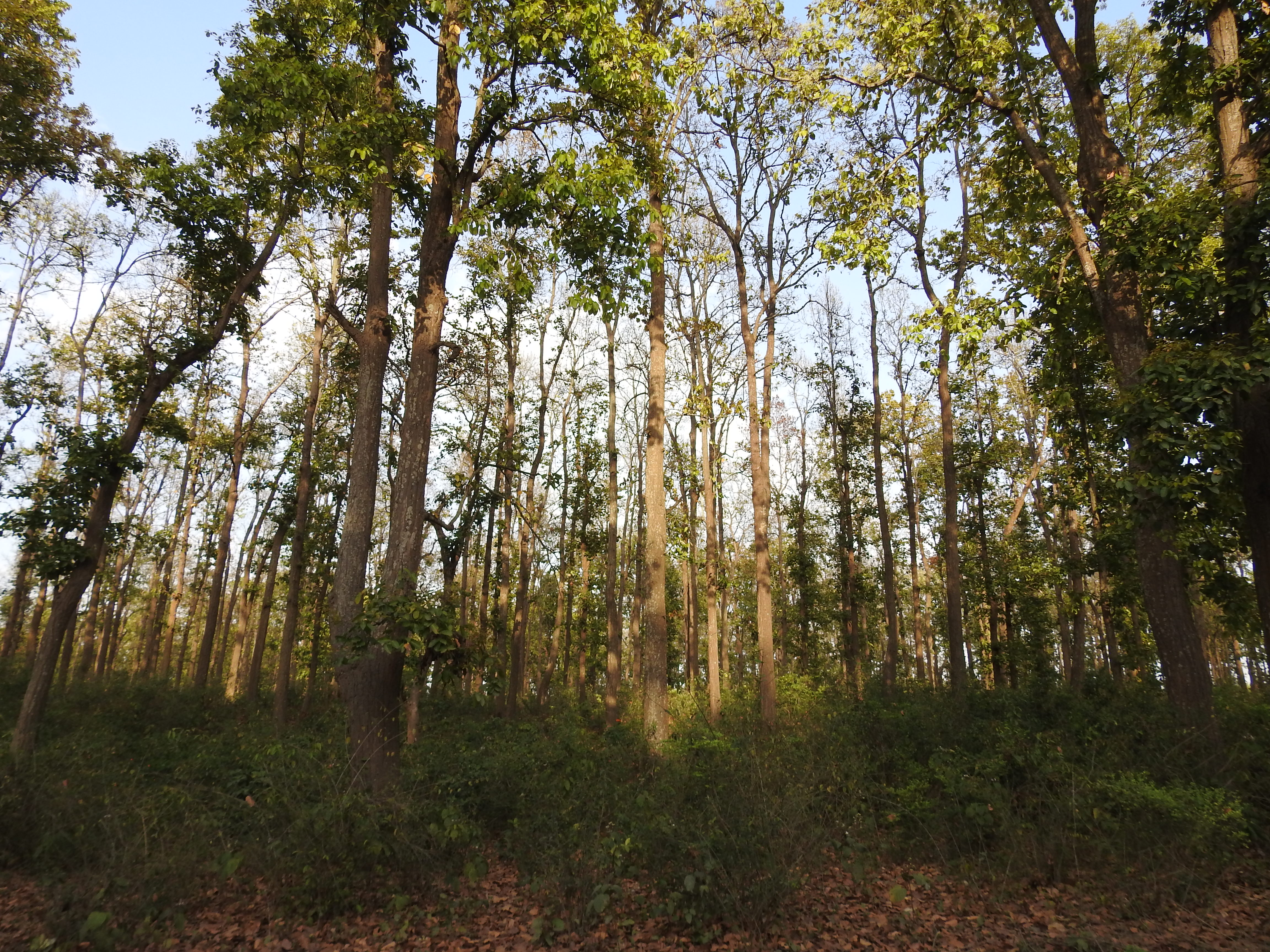
Саловий ліс
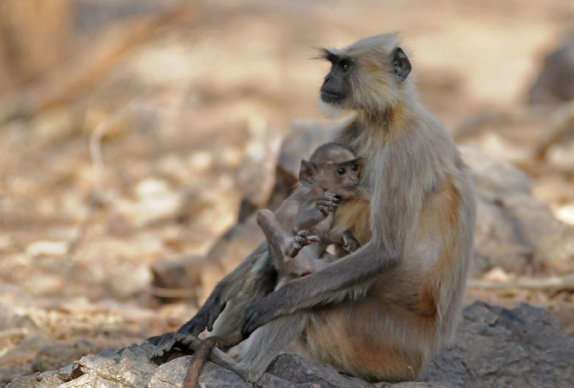
Сірі лангури
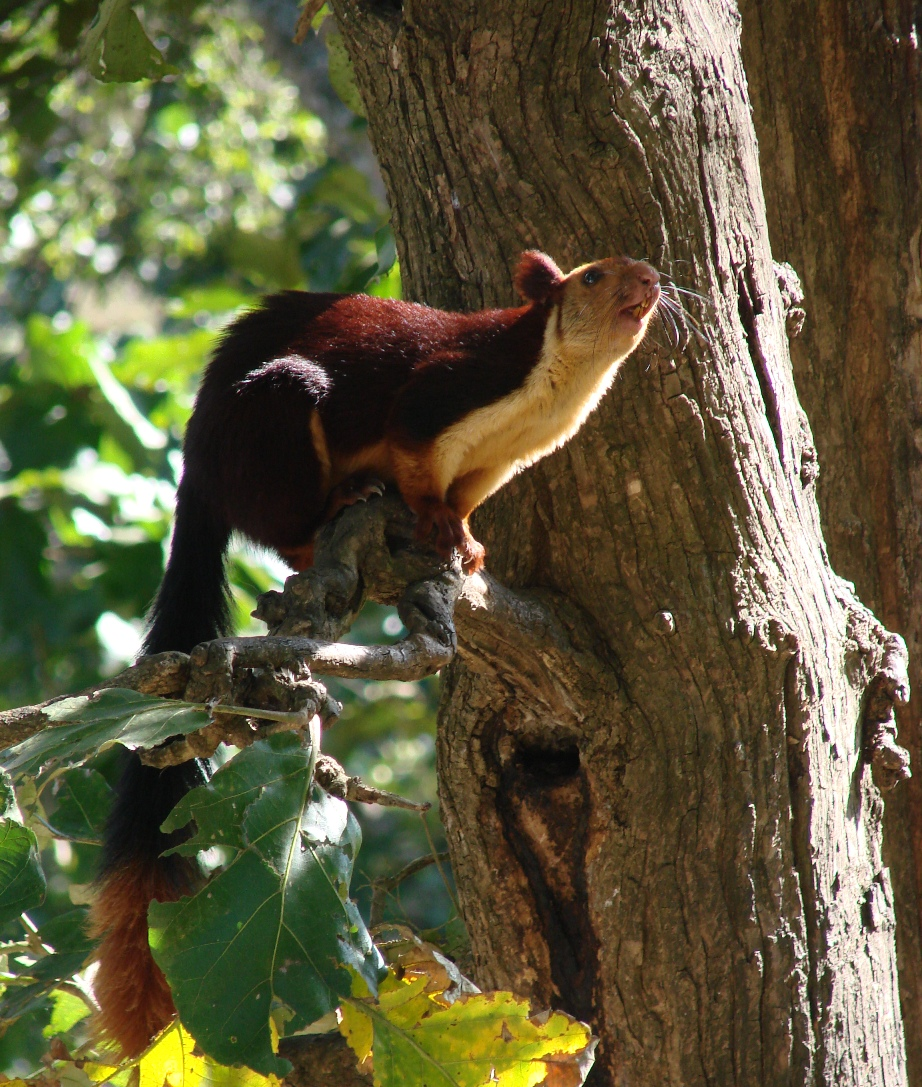
Гігантська індійська білка

### Бірмано-Китайська підобласть
Флора підобласті налічує більше 250 ендемічних родів рослин. На рівнинах і навітряних схилах гір переважають тропічні дощові ліси, в горах — субтропічні мохуваті ліси з вічнозеленими буками, лаврами, вересами, магноліями, чайними деревами. У вологих лісах багато епіфітів. У сезонних листопадних мусонних лісах домінують диптерокарпові та тик. На підвітряних схилах і у вітровій тіні поширені савани, колючі рідколісся. За достатньої зволоженості — зарості бамбука. Характерними лісовими тваринами виступають, або донедавна такими були, макаки, гібони, довгоп'яти, слони, носоріг яванський, тигр, чорна пантера, летяги; багато птахів — папуги, різноманітні фазанові; з плазунів — алігатор.

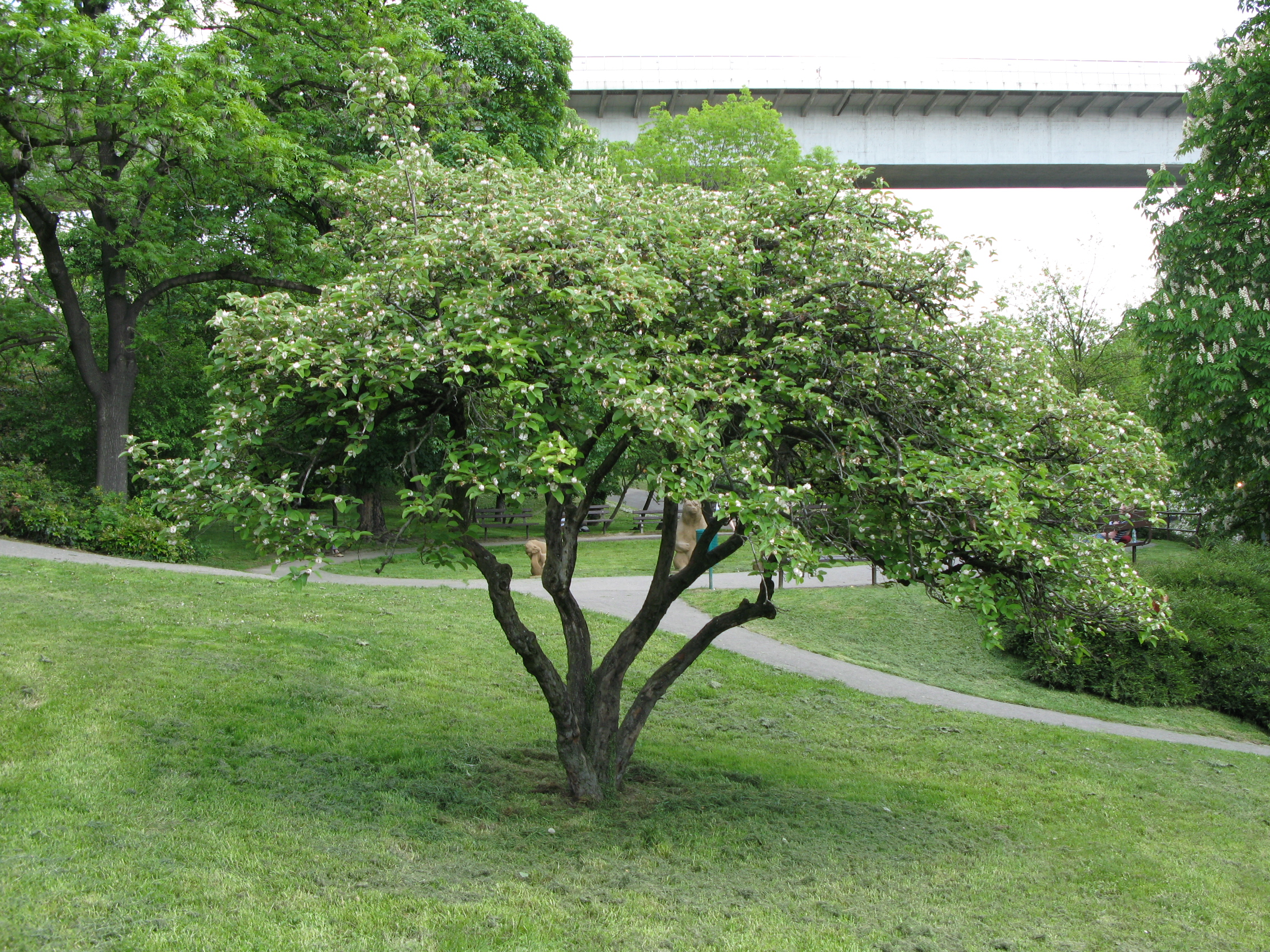
Чайне дерево
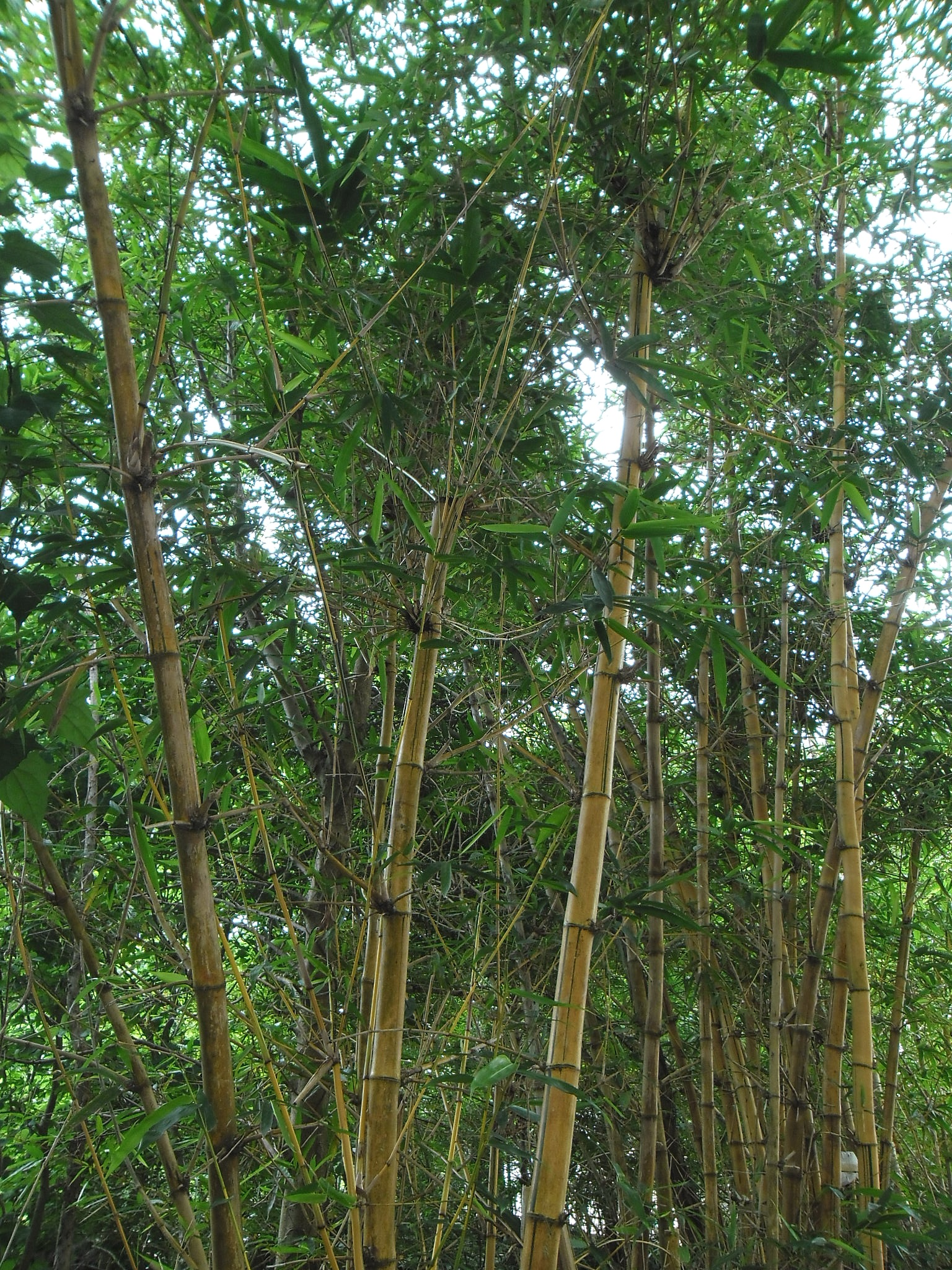
Бамбукові зарості
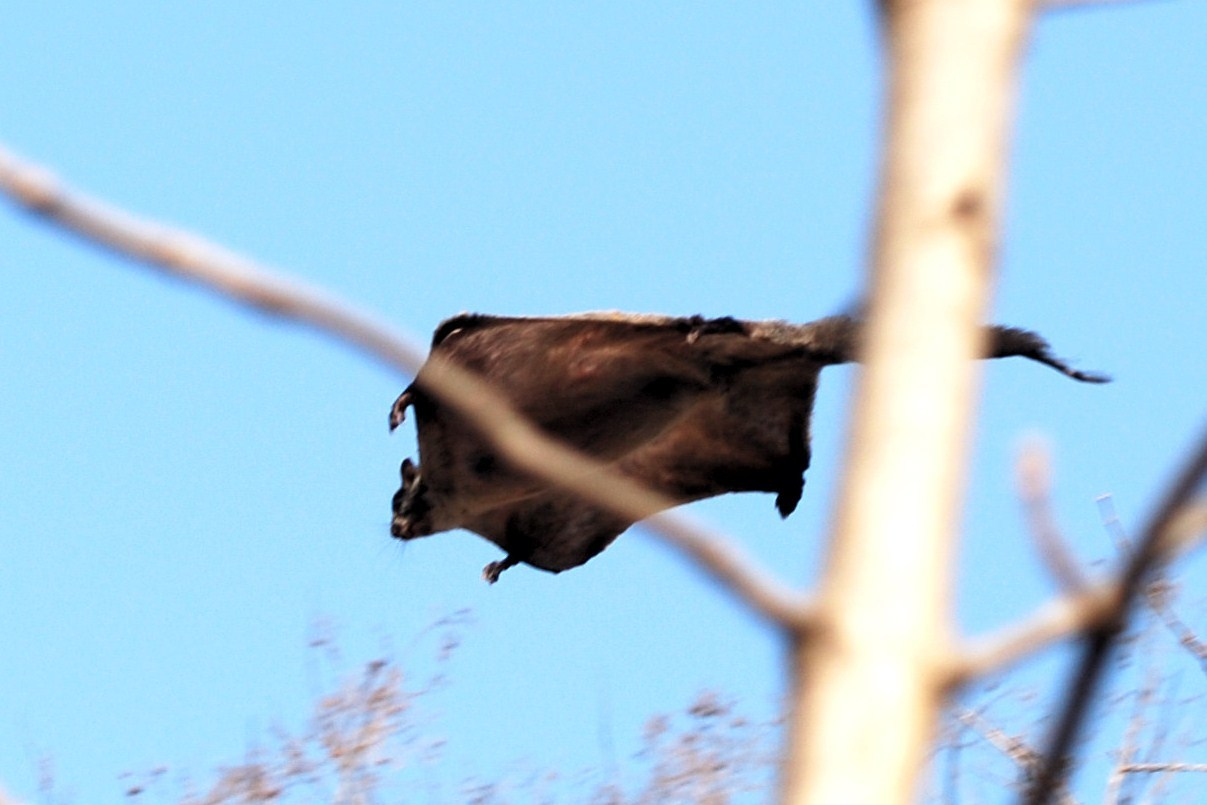
Індійська гігантська летяга

### Малайсько-Філіппінська підобласть
Флора підобласті налічує велику кількість ендемічних видів, репрезентативними родинами виступають матонієві, сцифостегієві. Для біогеографічної підобласті характерним рослинним покривом є тропічні дощові ліси з диптерокарпових, пальм, фікусів, панданусів, деревоподібних папоротей, хлібного дерева, зарості бамбука. У горах поширені мохуваті ліси, місцями мусонні ліси, рідколісся, савани, уздовж заболочених узбережж — мангрові ліси, на піщаних ґрунтах зарості ендемічної пальми ніпи. Ендемічні ссавці: тапір, бабіруса, гібон сіаманг, орангутан (острови Калімантан і Суматра), носата мавпа, з плазунів — варан комодський. Рідкісні слон, носоріг дворогий, бантенг, з птахів — фазан аргуси, смітні кури. Численні летючі жаби (Rhacophorus), квакші (Hylidae) навпаки малочислені.

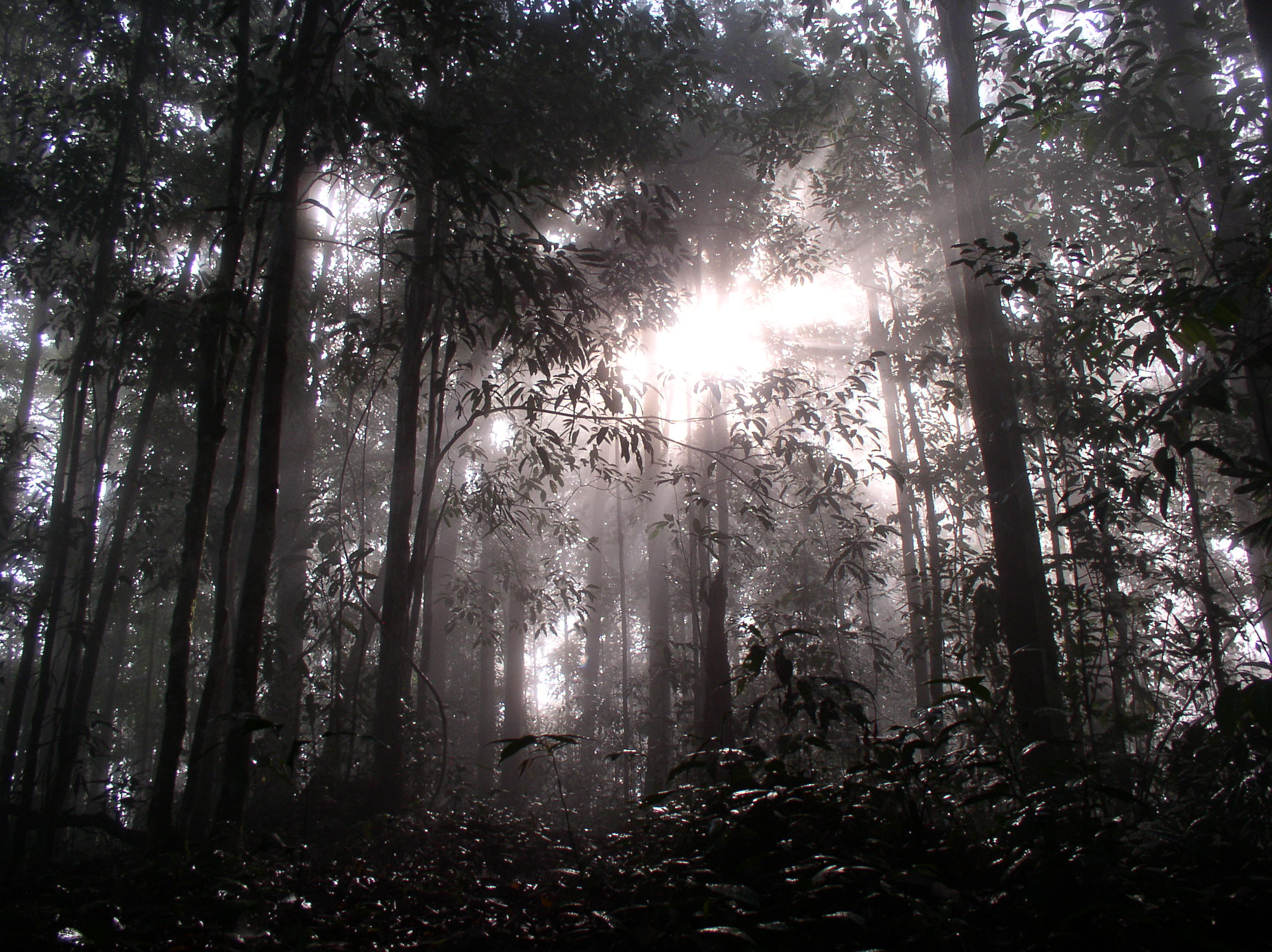
Вологі дощові ліси Калімантану
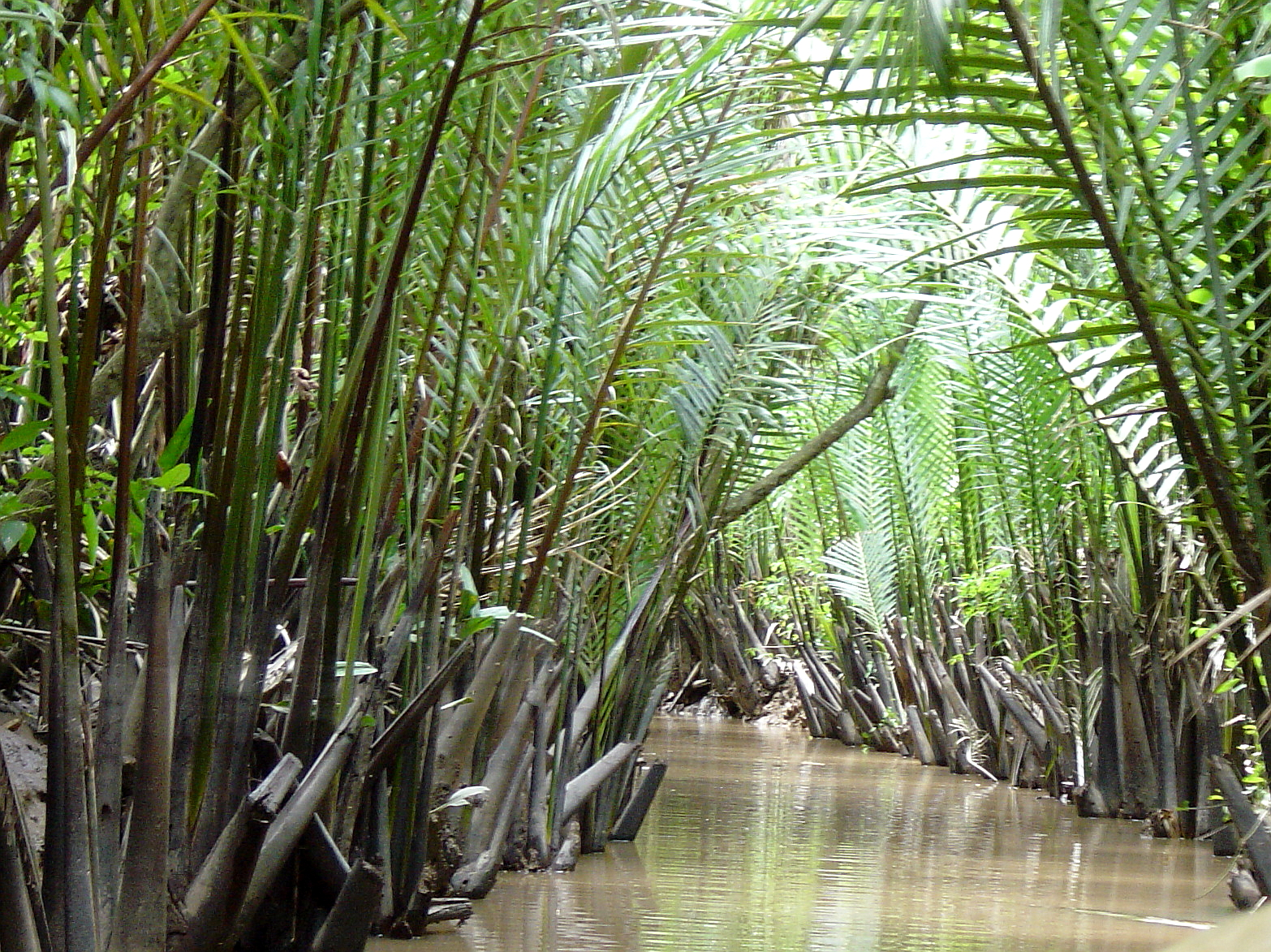
Зарості ніпи
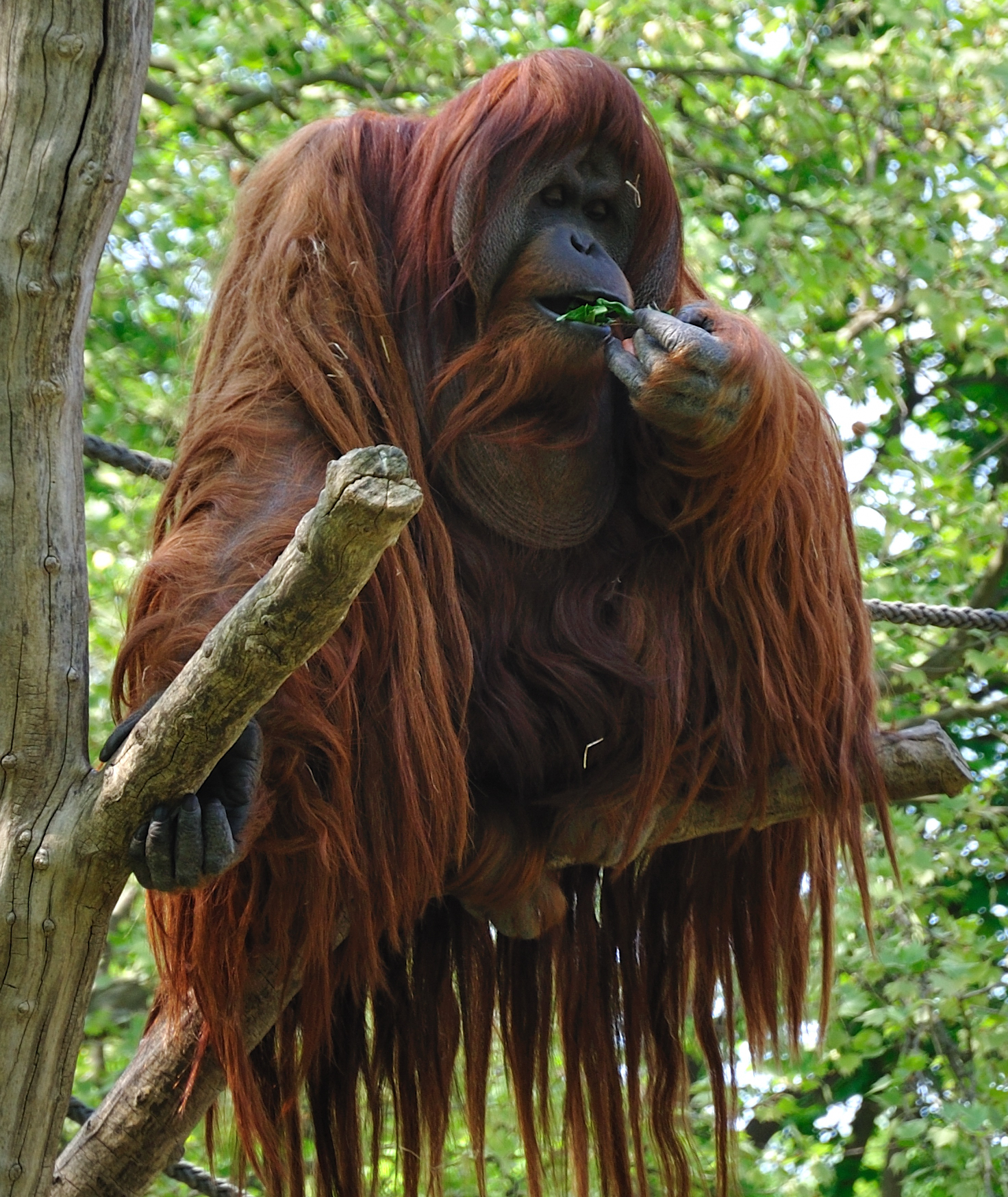
Орангутан
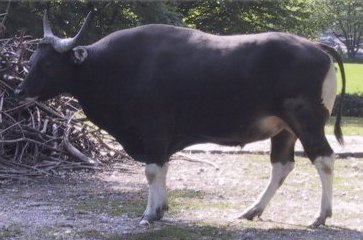
Бантенг
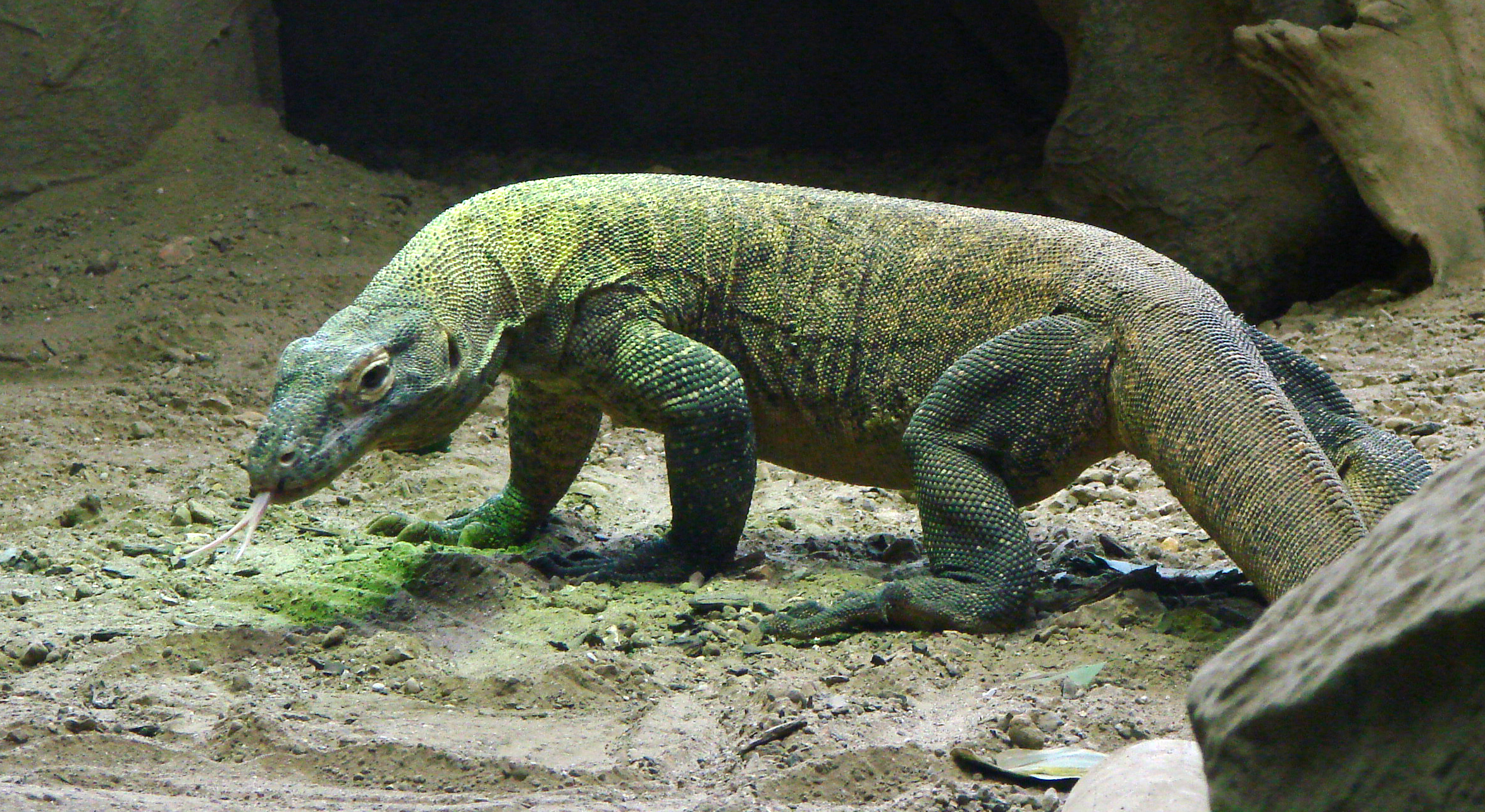
Комодський варан